# Élite Ligue 1991/92
Die Saison 1991/92 war die 70. Spielzeit der Ligue nationale, der höchsten französischen Eishockeyspielklasse. Meister wurden zum insgesamt zweiten Mal in der Vereinsgeschichte die Dragons de Rouen.

## Modus
Die acht Mannschaften absolvierten in der Hauptrunde jeweils 14 Spiele. Die sechs bestplatzierten Mannschaften qualifizierten sich für die Finalrunde, in der der Meister ausgespielt wurde. Für einen Sieg erhielt jede Mannschaft zwei Punkte, für eine Niederlage null Punkte.

## Hauptrunde
Tabelle:
|    | Klub                          | Sp | S  | U | N  | T   | GT  | Punkte |
| -- | ----------------------------- | -- | -- | - | -- | --- | --- | ------ |
| 1. | Dragons de Rouen              | 14 | 11 | 0 | 3  | 88  | 47  | 22     |
| 2. | Diables Rouges de Briançon    | 14 | 11 | 0 | 3  | 100 | 45  | 22     |
| 3. | Chamonix Hockey Club          | 14 | 11 | 0 | 3  | 78  | 36  | 22     |
| 4. | HC Amiens Somme               | 14 | 9  | 1 | 4  | 81  | 61  | 19     |
| 5. | Hockey Club de Reims          | 14 | 6  | 1 | 7  | 78  | 70  | 13     |
| 6. | Clermont-Auvergne Hockey Club | 14 | 3  | 0 | 11 | 51  | 111 | 6      |
| 7. | Viry-Châtillon Essonne Hockey | 14 | 2  | 1 | 11 | 54  | 98  | 5      |
| 8. | Image Club d’Épinal           | 14 | 1  | 1 | 12 | 43  | 105 | 3      |

Sp = Spiele, S = Siege, U = Unentschieden, N = Niederlagen

## Finalrunde
|    | Klub                          | Sp | S  | N  | T   | GT  | Punkte |
| -- | ----------------------------- | -- | -- | -- | --- | --- | ------ |
| 1. | Dragons de Rouen              | 20 | 17 | 3  | 132 | 65  | 25     |
| 2. | Chamonix Hockey Club          | 20 | 15 | 5  | 103 | 67  | 22     |
| 3. | Diables Rouges de Briançon    | 19 | 13 | 6  | 125 | 58  | 19     |
| 4. | HC Amiens Somme               | 20 | 8  | 12 | 100 | 108 | 13     |
| 5. | Hockey Club de Reims          | 20 | 5  | 15 | 78  | 121 | 7      |
| 6. | Viry-Châtillon Essonne Hockey | 19 | 1  | 18 | 56  | 175 | 2      |

Sp = Spiele, S = Siege, U = Unentschieden, N = Niederlagen